# 石川県指定文化財一覧
石川県指定文化財一覧（いしかわけんしていぶんかざいいちらん）は石川県指定の文化財や史跡等を一覧形式でまとめたものである。

## 有形文化財

### 建造物

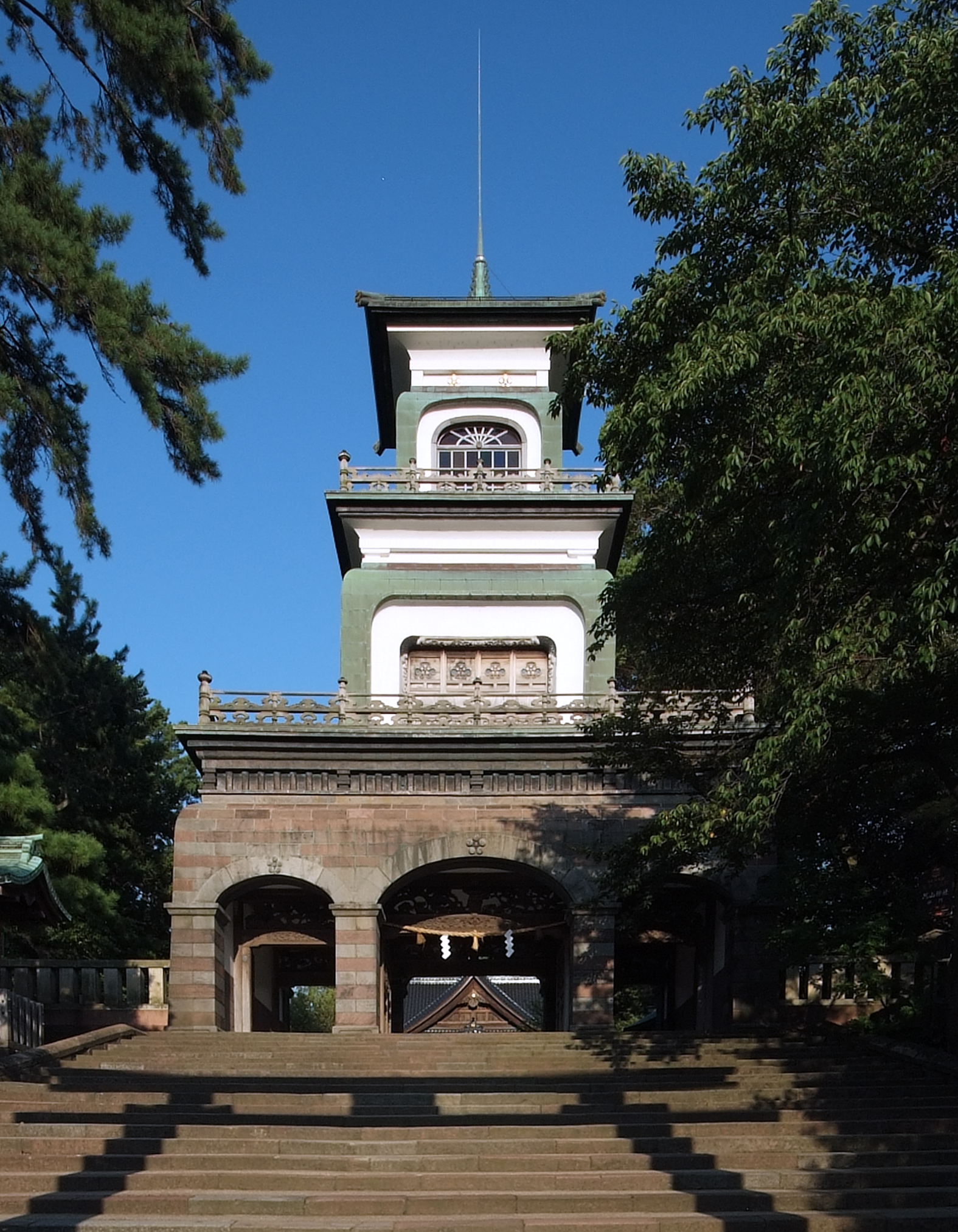
尾山神社神門（金沢市）

- 尾山神社神門〔金沢市、尾山神社〕
- 總持寺祖院経堂〔輪島市〕
- 天徳院山門〔金沢市、天徳院〕
- 鶴丸倉庫〔金沢市、金沢城〕
- 白山比咩神社本殿〔白山市、白山比咩神社〕
- 本願寺金沢別院経蔵〔金沢市〕
- 本願寺金沢別院鐘楼〔金沢市〕
- 本願寺金沢別院本堂・附古図〔金沢市〕
- 無限庵御殿〔加賀市山中温泉〕

### 絵画
- 板絵彩色三十六歌仙額〔金沢市、尾崎神社〕
- 絹本著色善女龍王図 長谷川信春筆〔七尾市〕
- 紙本墨画陳希夷睡図 長谷川信春筆〔七尾市〕
- 南蛮渡来図屏風〔金沢市、本泉寺〕

### 彫刻
- 木造千手観音坐像〔七尾市、海門寺〕

### 工芸
- 飴釉手付水指〔金沢市、大樋美術館〕
- 飴釉茶碗銘聖〔金沢市〕
- 黒韋肩紅白糸威腹巻〔金沢市、長氏伝来〕
- 葫蘆様釜〔金沢市、天徳院〕
- 古九谷青手桜花散文平鉢〔金沢市〕
- 色絵布袋図平鉢〔金沢市〕
- 住吉蒔絵硯箱〔金沢市〕
- 青手樹木図平鉢〔金沢市〕
- 萬暦五彩草花龍文瓶〔小松市、那谷寺〕
- 三彩金襴手龍文双耳瓶〔小松市、小松天満宮〕
- 蒔絵菊慈童図薬籠箱〔金沢市〕
- 蒔絵螺鈿白楽天図硯箱〔金沢市〕
- 焼飯釜〔金沢市〕

### 書跡・典籍・古文書
- 木谷藤右衛門家関係資料〔内灘町〕
- 紙本墨書「温泉頌山中の句」松尾芭蕉筆 -元禄2年〔金沢市、石川県立美術館〕
- 本多政重・政長関係資料〔金沢市〕
- 前田土佐守家関係資料〔金沢市〕

### 考古資料
- 雨の宮古墳群出土品〔中能登町〕
- 八日市地方遺跡出土品〔小松市〕

## 無形文化財
- 鋳造砂張〔金沢市〕

## 民俗文化財

### 有形民俗文化財
- 白山ろくにおける出作り小屋及び生活用具〔白山市〕
- 輪島塗の製作用具及び製品〔輪島市〕
- 長岡博男眼鏡コレクション〔金沢市、石川県立歴史博物館〕

### 無形民俗文化財
- 宇出津のキリコ祭り（あばれ祭り）〔能登町〕
- 小木とも旗祭り〔能登町〕
- お旅まつりの曳山行事〔小松市〕
- 御願神事〔加賀市〕
- 重蔵神社如月祭のお当行事〔輪島市〕
- ぞんべら祭と万歳楽土〔輪島市〕
- 蛸島早船狂言〔珠洲市〕
- 能登島向田の火祭〔七尾市〕
- 能登の揚浜式製塩〔珠洲市〕
- 能登の諏訪祭りの鎌打ち神事〔七尾市、中能登町〕
- 二俣いやさか踊り〔金沢市〕
- 美川のおかえり祭り〔白山市〕

## 記念物

### 史跡

安宅の関跡（小松市）

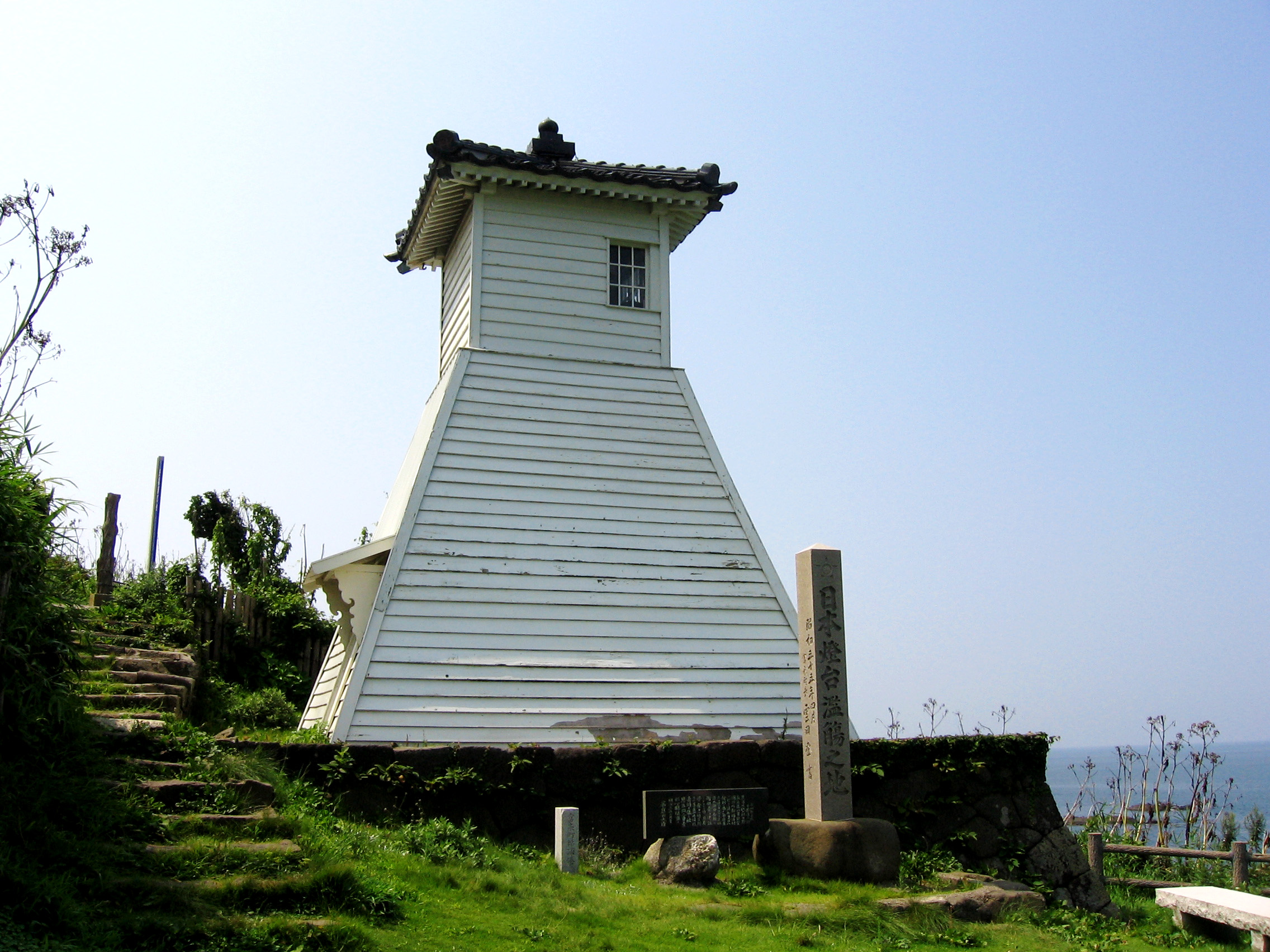
旧福浦灯台（志賀町）

- 安宅の関跡〔小松市〕
- 吉光の一里塚〔能美市〕
- 中段の板碑〔輪島市〕
- 御廟谷〔金沢市〕
- 平時忠卿及びその一族の墳〔珠洲市〕
- 浅井畷古戦場〔小松市〕
- 旧福浦灯台〔志賀町〕
- 祭祀遺跡石仏山〔能登町〕
- 寺井山遺跡〔能美市〕
- 柴垣古墳群〔羽咋市〕
- 院内勅使塚古墳〔七尾市〕
- 宇出津崎山縄文遺跡〔能登町〕
- 松並木の旧金沢下口往還〔金沢市〕
- 宇気塚越一号墳〔かほく市〕
- 地頭町中世墳墓窟（やぐら）群〔志賀町〕
- 上町マンダラ古墳群〔七尾市〕
- 永光寺〔羽咋市〕
- 明泉寺石塔群在地〔穴水町〕
- 松波城跡庭園跡〔能登町〕
- 赤蔵山〔七尾市〕
- 末森城跡〔宝達志水町〕
- 大海西山遺跡〔かほく市〕
- 気屋遺跡〔かほく市〕
- 石の木塚〔白山市〕
- 御舘館跡〔宝達志水町〕
- 北国街道倶利伽羅峠道〔津幡町〕

### 名勝
- 西田家庭園〔金沢市〕
- 来迎寺庭園〔穴水町〕
- 妙成寺庭園〔羽咋市〕
- 二保本泉寺九山八海の庭〔金沢市〕
- 平家庭園〔志賀町〕
- 尾山神社庭園（旧金谷御殿庭園）〔金沢市〕
- 男女滝〔輪島市〕
- 桶滝〔輪島市〕

### 天然記念物
- 並木町のマツ並木〔金沢市〕
- 常椿寺のフジ〔能登町〕
- 山伏山社叢〔珠洲市〕
- ケタノシロキクザクラ〔羽咋市〕
- アギシコギクザクラ〔輪島市〕
- ヒウチダニキクザクラ〔志賀町〕
- ライコウジキクザクラ〔穴水町〕
- 倒スギ〔珠洲市〕
- 片野の鴨池〔加賀市〕
- 飯川のヒヨドリザクラ〔七尾市〕
- 伊勢神社の大スギ〔輪島市〕
- 五十谷の大スギ〔白山市〕
- 藤の瀬甌穴群〔能登町〕
- 関野鼻ドリーネ群〔志賀町〕
- 妙法輪寺のナンテン〔宝達志水町〕
- ゼンショウジキクザクラ〔宝達志水町〕
- 内浦町不動寺の埋積珪化木群〔能登町〕
- 白峰村百合谷の珪化直立樹幹〔白山市〕
- 桶滝〔輪島市〕
- 持明院の妙蓮生育地〔金沢市〕
- 宇出津の漣痕〔能登町〕
- 金劔宮社叢ウラジロガシ林〔白山市〕
- 御山神社社叢〔津幡町〕
- 藤懸神社社叢ケヤキ林〔志賀町〕
- 伊影山神社のイチョウ〔七尾市〕
- 岩屋化石層〔七尾市〕
- 櫟原北代比古神社社叢タブ林〔輪島市〕
- 平床貝層〔珠洲市〕
- 甲斐崎神社社叢アカガシ林〔津幡町〕
- 滝神社社叢スダジイ林〔輪島市〕
- 大峰神社社叢モミ林〔能登町〕
- 桑島化石壁産出化石〔白山市〕
- 縄又のモウソウキンメイチク林〔輪島市〕
- 白峰百万貫の岩〔白山市〕
- 唐島神社社叢タブ林〔七尾市〕
- 下涌波のモウソウキンメイチク林〔金沢市〕

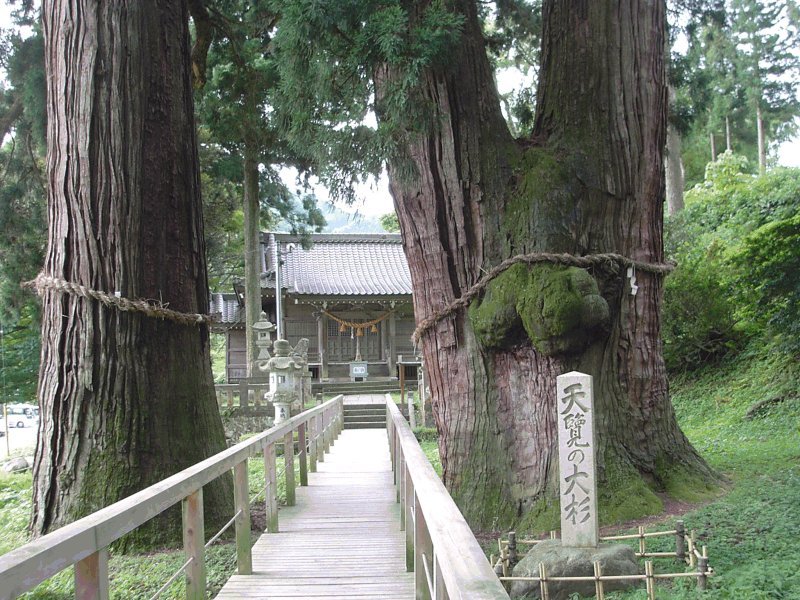
菅原神社の大スギ（加賀市）

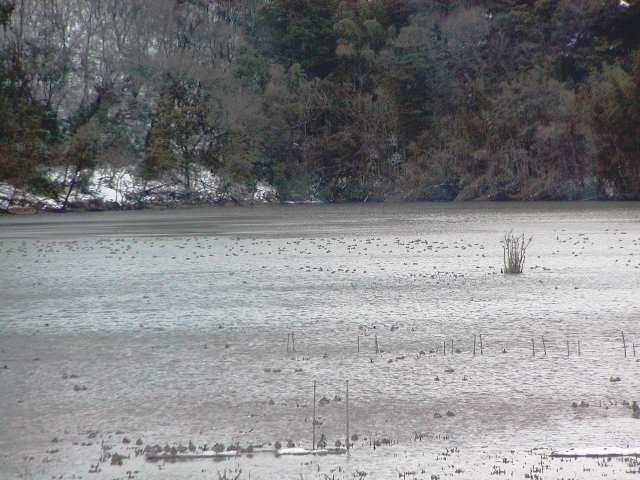
片野の鴨池（加賀市）

- イカリモンハンミョウ生息地〔羽咋市～志賀町〕
- トミヨ生息地〔白山市〕
- 瀬戸の夜泣きイチョウ〔白山市〕
- 元祖アテ〔輪島市〕
- 平床貝層産出貝類化石〔珠洲市〕
- 菅原神社の大スギ〔加賀市〕
- 西慶寺のヤマモミジ〔輪島市〕
- 佛照寺のシダレザクラ〔輪島市〕
- 宝立山アテ天然林〔珠洲市〕
- 大谷ののとキリシマツツジ〔珠洲市〕
- 赤崎ののとキリシマツツジ〔輪島市〕
- 五十里ののとキリシマツツジ〔能登町〕
- ホクリクサンショウウオ生息地〔羽咋市〕
- 平等寺のコウヤマキ〔能登町〕